# 에밀리오 베라티

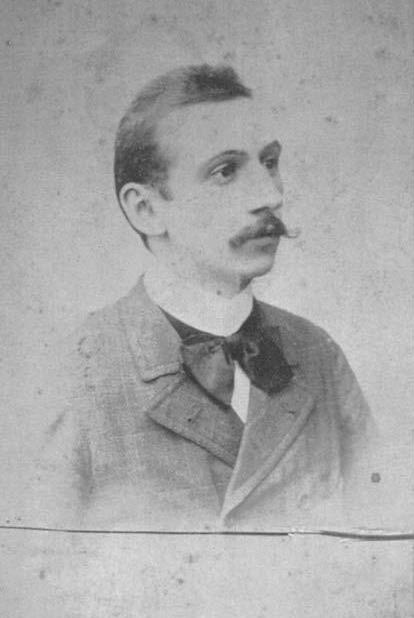
에밀리오 베라티 (1872-1967)

에밀리오 베라티(1872년 3월 24일, 바레세 ~ 1967년 2월 24일)는 이탈리아 출신의 해부학자이자 병리학자이다. 근소포체를 최초로 발견하였으며 이에 대한 정확한 설명을 제공하였다.
에밀리오 베라티는 파비아와 볼로냐의 대학에서 의학을 공부했고 1896년에 박사 학위를 받았다. 졸업 후에는 파비아에 있는 일반 병리학 연구소의 카밀로 골지(1843-1926) 밑에서 일하며, 조직학 및 미생물학 분야의 연구를 진행하며 두각을 나타내었다. 결국 그는 조직학 및 일반 병리학에서 "libero docente"(사강사, privat-docent에 해당)라는 칭호를 얻었다.
1921년, 그는 파비아의 병원에 세균학 실험실을 세웠다. 1930년에는 Aldo Perroncito(1882-1929)의 뒤를 이어 일반 병리학 교수가 되었고, 1942년 은퇴할 때까지 그 직책을 유지했다.
1902년 3월, 그는 최초로 골격근 근세포에 있는 근소포체에 대한 정확한 설명을 제공했다. 그는 광학현미경을 통해 근형질의 그물 모양 구조에 대해 정확히 기술하였다. 그러나 그의 발견은 당시에는 거의 주목을 받지 못했고 세월이 흐르면서 그의 발견은 거의 잊혀졌으나, 1961년 전자 현미경을 사용하여 "Veratti's reticulum"이 재발견되었다.

## 관련 문헌
- Veratti E., 1902. Ricerche sulla fine struttura della fibra muscolare striata. Mem. R. Ist. Lombardo, Cl. Sc. Mat. Nat., 19: 87-133.
- Veratti E., 1961. "Investigations on the fine structure of striated muscle fiber". J. Biophys. Biochem. Cytol., 10 (4) Suppl.: 3-59 (Translated from the Italian by C. Bruni, H.S. Bennett and D. de Koven).[3]